# Dalarö

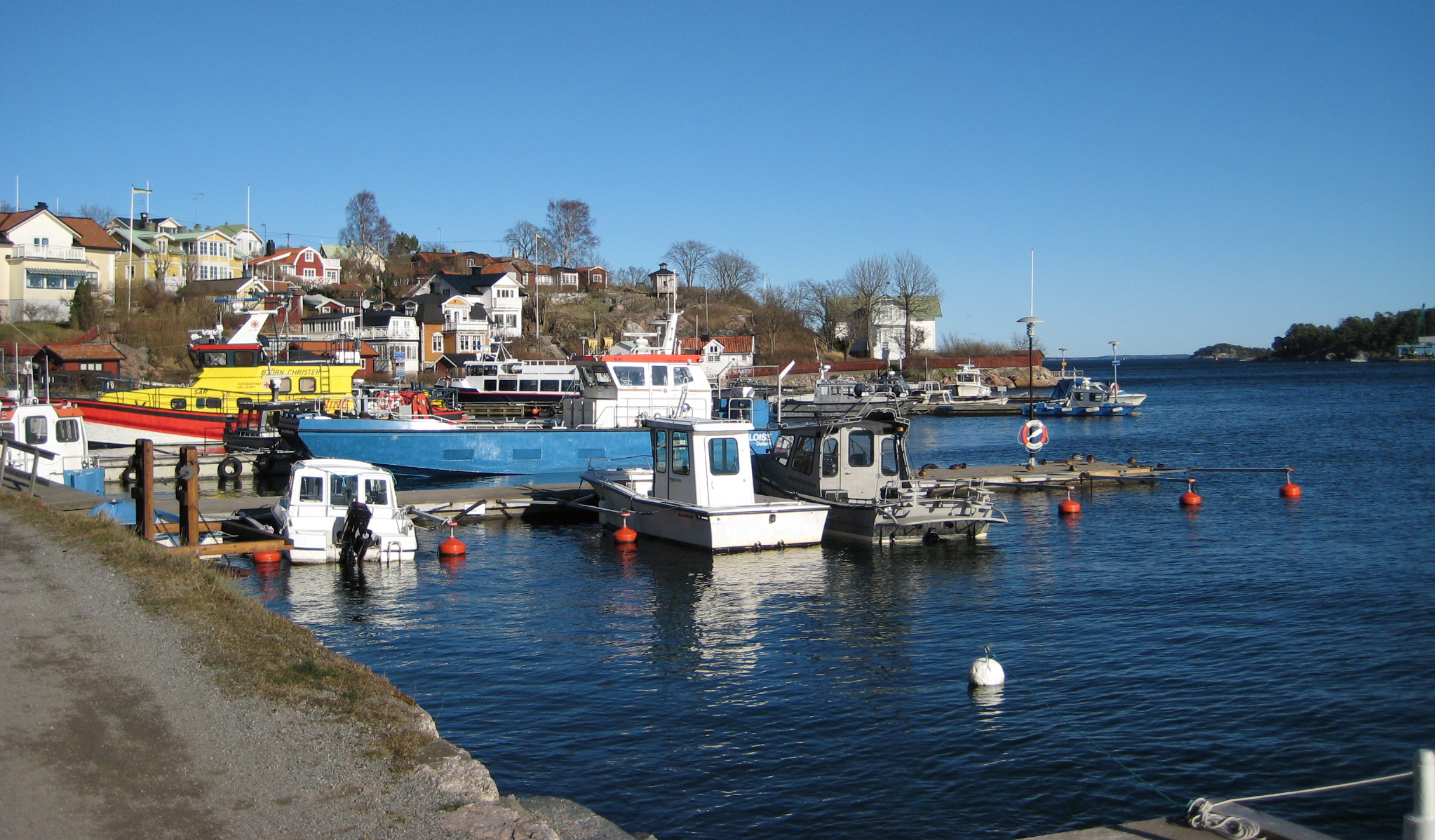
Hafenansicht

Dalarö ist ein Tätort auf der gleichnamigen Insel in der Gemeinde Haninge in Stockholms län, Schweden, mit 1849 Einwohnern (2015).
Seit dem Mittelalter diente Dalarö als Zugang zur Landeshauptstadt.
Dalarö liegt etwa 20 Kilometer südöstlich Stockholm in der Metropolregion Stor-(Groß-)Stockholm an der Ostsee und dient den Hauptstädtern als Erholungsort. Die Insel ist im Westen durch einen 10–30 Meter breiten in West-Ost-Richtung verlaufenden natürlichen Kanal vom Festland getrennt und mit ihm durch eine Brücke auf dem „Dalarövägen“ verbunden.
Von der Dalarö-Brücke aus gibt es regelmäßigen Fährverkehr nach Utö und Ornö, der größten Insel im südlichen Stockholmer Schärengarten.

## Persönlichkeiten
- Mathilda Langlet (1832–1904), Schriftstellerin und Übersetzerin